# 第16回クリティクス・チョイス・アワード
第16回クリティクス・チョイス・アワードは、放送映画批評家協会が2010年の映画に贈る賞である。2011年1月14日に結果が発表された。

## 受賞・ノミネート一覧
太字が受賞。

### 作品賞
- 『ソーシャル・ネットワーク』
  - 『127時間』
  - 『ブラック・スワン』
  - 『ザ・ファイター』
  - 『インセプション』
  - 『英国王のスピーチ』
  - 『ザ・タウン』
  - 『トイ・ストーリー3』
  - 『トゥルー・グリット』
  - 『ウィンターズ・ボーン』

### 主演男優賞
- コリン・ファース - 『英国王のスピーチ』
  - ジェフ・ブリッジス - 『トゥルー・グリット』
  - ロバート・デュヴァル - Get Low
  - ジェシー・アイゼンバーグ - 『ソーシャル・ネットワーク』
  - ジェームズ・フランコ - 『127時間』
  - ライアン・ゴズリング - 『ブルーバレンタイン』

### 主演女優賞
- ナタリー・ポートマン - 『ブラック・スワン』
  - アネット・ベニング - 『キッズ・オールライト』
  - ニコール・キッドマン - 『ラビット・ホール』
  - ジェニファー・ローレンス - 『ウィンターズ・ボーン』
  - ノオミ・ラパス - 『ミレニアム ドラゴン・タトゥーの女』
  - ミシェル・ウィリアムズ - 『ブルーバレンタイン』

### 助演男優賞
- クリスチャン・ベール - 『ザ・ファイター』
  - アンドリュー・ガーフィールド - 『ソーシャル・ネットワーク』
  - ジェレミー・レナー - 『ザ・タウン』
  - サム・ロックウェル - 『ディア・ブラザー』
  - マーク・ラファロ - 『キッズ・オールライト』
  - ジェフリー・ラッシュ - 『英国王のスピーチ』

### 助演女優賞
- メリッサ・レオ - 『ザ・ファイター』
  - エイミー・アダムス - 『ザ・ファイター』
  - ヘレナ・ボナム＝カーター - 『英国王のスピーチ』
  - ミラ・クニス - 『ブラック・スワン』
  - ヘイリー・スタインフェルド - 『トゥルー・グリット』
  - ジャッキー・ウィーヴァー - 『アニマル・キングダム』

### 若手俳優賞
- ヘイリー・スタインフェルド - 『トゥルー・グリット』
  - エル・ファニング - 『SOMEWHERE』
  - ジェニファー・ローレンス - 『ウィンターズ・ボーン』
  - クロエ・グレース・モレッツ - 『モールス』
  - クロエ・グレース・モレッツ - 『キック・アス』
  - コディ・スミット＝マクフィー - 『モールス』

### アンサンブル演技賞
- 『ザ・ファイター』
  - 『キッズ・オールライト』
  - 『英国王のスピーチ』
  - 『ソーシャル・ネットワーク』
  - 『ザ・タウン』

### 監督賞
- デヴィッド・フィンチャー - 『ソーシャル・ネットワーク』
  - ダーレン・アロノフスキー - 『ブラック・スワン』
  - ダニー・ボイル - 『127時間』
  - ジョエル＆イーサン・コーエン - 『トゥルー・グリット』
  - トム・フーパー - 『英国王のスピーチ』
  - クリストファー・ノーラン - 『インセプション』

### オリジナル脚本賞
- 『英国王のスピーチ』 - デヴィッド・サイドラー
  - 『家族の庭』 - マイク・リー
  - 『ブラック・スワン』 - マーク・ハイマン、アンドレス・ハインツ、ジョン・J・マクローリン
  - 『ザ・ファイター』- スコット・シルヴァー、ポール・タマシー、エリック・ジョンソン（原案: キース・ドリングトン、ポール・タマシー、エリック・ジョンソン）
  - 『インセプション』 - クリストファー・ノーラン
  - 『キッズ・オールライト』 - リサ・チョロデンコ、スチュアート・ブルムバーグ

### 脚色賞
- 『ソーシャル・ネットワーク』 - アーロン・ソーキン
  - 『127時間』 - サイモン・ボーファイ、ダニー・ボイル
  - 『ザ・タウン』 - ベン・アフレック、ピーター・クレイグ、アーロン・ストッカード
  - 『トイ・ストーリー3』 - マイケル・アーント（原案: ジョン・ラセター、アンドリュー・スタントン、リー・アンクリッチ）
  - 『トゥルー・グリット』 - ジョエル＆イーサン・コーエン
  - 『ウィンターズ・ボーン』 - デブラ・グラニック、アン・ロッセリーニ

### 撮影賞
- 『インセプション』 - ウォーリー・フィスター
  - 『127時間』 - アンソニー・ドッド・マントル
  - 『ラック・スワン』 - マシュー・リバティーク
  - 『英国王のスピーチ』 - ダニー・コーエン
  - 『トゥルー・グリット』 - ロジャー・ディーキンス

### 美術監督賞
- 『インセプション』 - ガイ・ヘンドリックス・ディアス
  - 『アリス・イン・ワンダーランド』 - ステファン・デチャント
  - 『ブラック・スワン』 - テレーズ・デプレス、トラ・ピーターソン
  - 『英国王のスピーチ』 - ネッティ・チャップマン
  - 『トゥルー・グリット』 - ジェス・ゴンコール、ナンシー・ハイ

### 編集賞
- 『インセプション』 - リー・スミス
  - 『127時間』 - ジョン・ハリス
  - 『ブラック・スワン』 - アンドリュー・ワイスブラム
  - 『ソーシャル・ネットワーク』 - カーク・バクスター、アンガス・ウォール

### 衣装デザイン賞
- 『アリス・イン・ワンダーランド』 - コリーン・アトウッド
  - 『ラック・スワン』 - エイミー・ウェストコット
  - 『英国王のスピーチ』 - ジェニー・ビーヴァン
  - 『トゥルー・グリット』 - メアリー・ゾフレス

### メイクアップ賞
- 『アリス・イン・ワンダーランド』
  - 『ブラック・スワン』
  - 『ハリー・ポッターと死の秘宝 PART1』
  - 『トゥルー・グリット』

### 視覚効果賞
- 『インセプション』
  - 『アリス・イン・ワンダーランド』
  - 『ハリー・ポッターと死の秘宝 PART1』
  - 『トロン: レガシー』

### 音響賞
- 『インセプション』
  - 『127時間』
  - 『ブラック・スワン』
  - 『ソーシャル・ネットワーク』
  - 『トイ・ストーリー3』

### アニメ映画賞
- 『トイ・ストーリー3』
  - 『怪盗グルーの月泥棒 3D』
  - 『ヒックとドラゴン』
  - 『イリュージョニスト』
  - 『塔の上のラプンツェル』

### アクション映画賞
- 『インセプション』
  - 『キック・アス』
  - 『RED/レッド』
  - 『ザ・タウン』
  - 『アンストッパブル』

### コメディ映画賞
- 『小悪魔はなぜモテる?!』
  - 『僕の大切な人と、そのクソガキ』
  - 『デート & ナイト』
  - 『伝説のロックスター再生計画!』
  - 『フィリップ、きみを愛してる!』
  - 『アザー・ガイズ 俺たち踊るハイパー刑事!』

### テレビ映画賞
- 『ザ・パシフィック』
  - 『テンプル・グランディン 自閉症とともに』
  - 『死を処方する男 ジャック・ケヴォーキアンの真実』

### 外国語映画賞
- 『ミレニアム ドラゴン・タトゥーの女』
  - 『BIUTIFUL ビューティフル』
  - 『ミラノ、愛に生きる』

### ドキュメンタリー映画賞
- 『スーパーマンを待ちながら』
  - 『イグジット・スルー・ザ・ギフトショップ』
  - 『インサイド・ジョブ 世界不況の知られざる真実』
  - 『レストレポ 〜アフガニスタンで戦う兵士たちの記録〜』
  - Joan Rivers: A Piece of Work
  - The Tillman Story

### 歌曲賞
- "If I Rise" - 歌: ダイド、A・R・ラフマーン; 作曲: A・R・ラフマーン; 作詞: ダイド、ロロ・アームストロング - 『127時間』
  - 「輝く未来」 - 歌: マンディ・ムーア、ザッカリー・リーヴァイ; 作詞: アラン・メンケン、グレン・スレーター - 『塔の上のラプンツェル』
  - "Shine" - 歌・作曲: ジョン・レジェンド - 『スーパーマンを待ちながら』
  - 「僕らはひとつ」 - 歌・作詞: ランディ・ニューマン - 『トイ・ストーリー3』
  - 「ユー・ハヴント・シーン・ザ・ラスト・オブ・ミー」 - 歌: シェール; 作詞: ダイアン・ウォーレン - 『バーレスク』

### 音楽賞
- 『ソーシャル・ネットワーク』 - トレント・レズナー、アッティカス・ロス
  - 『ブラック・スワン』 - クリント・マンセル
  - 『インセプション』 - ハンス・ジマー
  - 『英国王のスピーチ』 - アレクサンドル・デプラ
  - 『トゥルー・グリット』 - カーター・バーウェル